# تولید قهوه در پرو

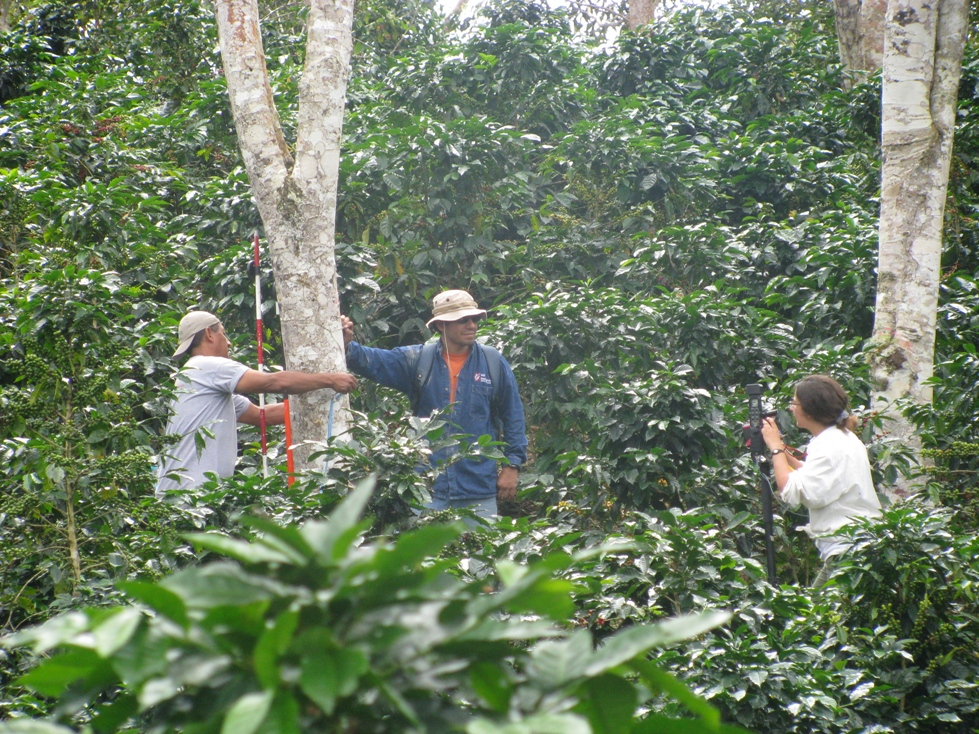
پایش کربن در یکی از مزارع قهوه پرو.

تولید قهوه در پرو به میزانی بوده است که از سال ۲۰۱۴، این کشور جزو ۲۰ کشور تولید کننده برتر قهوه در دنیا می‌باشد. در بازار جهانی، از لحاظ میزان صادرات قهوه عربیکا، حائز رتبه پنجم است.